# Триантимонид пентасамария
Триантимонид пентасамария — бинарное неорганическое соединение
самария и сурьмы
с формулой Sm5Sb3,
кристаллы.

## Получение
- Нагревание чистых веществ в вакууме:

{\displaystyle {\mathsf {5Sm+3Sb\ {\xrightarrow {1732^{o}C}}\ Sm_{5}Sb_{3}}}}

## Физические свойства
Триантимонид пентасамария образует кристаллы
гексагональной сингонии, пространственная группа P 63/mcm, параметры ячейки a = 0,9100÷0,9115 нм, c = 0,640÷0,6389 нм, Z = 2 
структура типа трисилицида пентамарганца Mn5Si3
.
Соединение образуется по перитектической реакции при температуре 1732°С
.